# Fanny Rubio
Francisca Rubio Gámez, más conocida como Fanny Rubio (Linares, Jaén, 18 de octubre de 1949) es una catedrática de universidad, investigadora y escritora, experta en poesía española contemporánea.

## Biografía
Inicia sus estudios universitarios en Granada, aunque se licenció en Filología Hispánica por la Universidad Complutense de Madrid en 1971. Doctora en Filología Románica por la Universidad de Granada en diciembre de 1975, su tesis doctoral versó sobre las revistas poéticas durante el franquismo. Vinculada a la Universidad de Granada desde 1971 como becaria de investigación, marchó a Fez junto a su marido, Bernabé López, especialista en Historia y Cultura Árabe, en 1974. Fanny Rubio enseña durante dos cursos en la Universidad de Fez. En el curso 1976-77 fue profesora adjunta contratada por la UNED de Madrid. Desde 1977 es profesora de la Complutense, primero como Adjunta contratada, luego como Titular y por último como catedrática de Literatura Española desde 2009. Se casó en 1971 con Bernabé López García. Tiene una hija.

## Trayectoria
En 1966 publicó su primer libro, Primeros poemas y en 1970 obtuvo el Premio de Poesía de la Universidad Complutense con su libro Acribillado amor. En esos años, ya en Granada, contactó con el Partido Comunista de España y el sindicato Comisiones Obreras, llegando a participar en la vida orgánica del partido a través de su Comisión de Cultura. En ese ámbito conocería a Juan Genovés, Armando López Salinas, Cristina Almeida (a quien visitó en la cárcel de Carabanchel), a la cantautora Elisa Serna y a Teresa Rial (presas en la cárcel de Yeserías), y a Dulcinea Bellido, Carmen Rodríguez, Josefina Samper. En ese periodó colaboró en la prensa izquierdista: Mundo Obrero, Nuestra Bandera, así como en las revistas Argumentos, Materiales, Mientras tanto…. En 1982 se desvincula del PCE, aunque no de su militancia sindical. Ese año publica Retracciones.
Viajó a Alemania en 1985 con Basilio Martín Patino y un grupo de amigos y de esta experiencia nació su libro de poesía Dresde, publicado más tarde (1990). A finales de la década de 1980 coordina los cursos de verano de humanidades de la Universidad Complutense de Madrid. Publica nuevos libros de poesía: Reverso (1988), En re menor (1990),  Urbes (1991), Cuadrantes…,  libros de relatos: A Madrid por capricho (1988),  y de crítica literaria:  Dámaso Alonso,  Hijos de la ira (1990). En 1992 publica su primera novela, La sal del chocolate, en la que relata el período de la Transición; y tres años después La casa del halcón, novela en la que una periodista es cómplice de una situación que la supera. En ese periodo asesora la serie documental de Televisión Española Esta es mi tierra, junto a escritores como Jon Juaristi o Luis Landero.
En 1998 publicó la novela El dios dormido, en cuya presentación, en el Círculo de Bellas Artes de Madrid, doce mujeres homenajearon a la María Magdalena protagonista de la obra: Carmen Alborch, Amalia Iglesias, Rosa Pereda, Isabel Vilallonga, Cristina Sánchez, Dulce Chacón, Ángeles Caso, Marina Rossell, Ana Rosetti, Margarita Pinto, Beatriz Herranz y Clara Janés.
Su novela El hijo del aire (2001) forma parte de una trilogía dedicada a recuperar la memoria contemporánea y aborda el tema de las desapariciones de la dictadura argentina. Fue llevada al teatro por José Luis Fernández y el grupo Escalinata Teatro de Jaén en 2002.

### Instituto Cervantes
En 2006 fue nombrada directora del Instituto Cervantes de Roma, a propuesta de su director, César Antonio Molina, cargo en el que permaneció dos años. En 2009 recibió la Encomienda de Isabel la Católica por su labor fuera de España.

## Memoria histórica
En 2006 denuncia el maltrato por parte del Ayuntamiento de Valencia de los restos mortales de sus abuelos, enterrados en el cementerio civil de la localidad. En junio firma una carta, junto a otros intelectuales progresistas como Joan Oleza, Cristina Almeida o Matías Alonso, en la que piden al Papa que medie en la protección de la fosa común de Valencia.

## Feminismo
Destaca en su obra un feminismo original que poco tiene que ver con el feminismo al uso. Fanny Rubio ha investigado el cambio dado por la mujer de objeto de representación a sujeto con personalidad propia, cambio experimentado en todos los órdenes de nuestra sociedad. Y ha querido mostrar cómo, a lo largo de la Historia de la Literatura, el sujeto femenino toma un lenguaje desterritorializado. Con motivo del centenario de la publicación del Quijote, dirigió el estudio El Quijote en clave de mujeres, que recoge casi una veintena de ensayos sobre el papel de la mujer en esta obra. En una conferencia afirmó:  "Miguel de Cervantes fue un preilustrado y un referente de libertad para las mujeres".

## Reconocimientos
- Premio Meridiana 2007, del Instituto Andaluz de la Mujer de la Junta de Andalucía.[16]

- Encomienda de Isabel la Católica en 2009, por el Consejo de Ministros de España.

- El cantautor Paco Ibáñez musicó el poema El rey Almutamid.[17]

## Obras[18]

### Novela
- La sal del chocolate, Barcelona, Seix Barral, 1992.

- La casa del halcón, Madrid, Alfaguara, 1995.

- El dios dormido, Madrid, Alfaguara, 1998.

- El hijo del aire, Barcelona, Planeta, 2001.

- Fuegos de invierno bajo los puentes de Madrid, Madrid, 2006.

### Poesía
- Dresde. Devenir. 1990. ISBN 978-84-86351-10-6.
- Retracciones. Madrid: Ayuso. 1982. ISBN 978-84-336-0199-5.
- Reverso. Granada: Diputación provincial de Granada. 1987. ISBN 978-84-505-5692-6.
- Urbes. UIB. 1991. ISBN 978-84-7632-432-5.